# Джорджо Каньйотто
Джорджо Каньйотто (італ. Giorgio Cagnotto, 2 червня 1947) — італійський стрибун у воду.
Призер Олімпійських Ігор 1972, 1976, 1980 років, учасник 1964, 1968 років.
Призер Чемпіонату світу з водних видів спорту 1978 року.
Чемпіон Європи з водних видів спорту 1970 року, призер 1966, 1974, 1977 років.